# Sceloporus bulleri
Espèce
Statut de conservation UICN

 LC  : Préoccupation mineure
Sceloporus bulleri est une espèce de sauriens de la famille des Phrynosomatidae.

## Répartition
Cette espèce est endémique du Jalisco au Mexique.

## Description
Les types de Sceloporus bulleri mesure :
- pour le mâle, 231 mm dont 135 mm pour la queue ;
- pour la femelle, 194 mm dont 103 mm pour la queue[3].

Cette espèce a la face dorsale olive sombre et présente un collier noir plus on moins bordé de jaunâtre ou de verdâtre. Les bords de sa face ventrale sont, chez les deux sexes, bleu sombre bordé de noir. Un motif bleu est parfois présent au niveau de la gorge qui est en grande partie noire ou olive sombre.

## Étymologie
Cette espèce est nommée en l'honneur d'Audley Cecil Buller (1853-1894) qui a collecté des mammifères et des reptiles.

## Publication originale
- Boulenger, 1895 "1894" : Second report on additions to the lizard collection in the Natural History Museum. Proceedings of the Zoological Society of London, vol. 1894, p. 722-736 (texte intégral).